# 張式穀
張式穀（1890年—1977年:25、69），號菊痴，臺灣新竹人，教育界、政治介及商業界人物:25。原為公學校教職員，後來擔任香山庄庄長，離職後又出任大東信託新竹支店長等職:25。二次大戰後，曾擔任過新竹一信理事主席與新竹縣議長等職:25。其父親張麟書是新竹地區有名的漢學家，曾在新竹公學校擔任漢文教師，幾乎當時新竹所有受過新式教育者都曾是他的學生:34。
二二八事件中，為新竹市二二八事變處理委員會主任委員，後來遭到訊問拘捕，幸被友人保出:69。

## 生平
張式穀出生於清光緒十六年（1890年），是當地漢學家張麟書長子，於日明治卅七年（1904年）自新竹公學校（現在的新竹國小）畢業，該年便進入國語學校師範部就讀，在明治四十二年（1909年）畢業:25。畢業之後，張式穀便被分發到新竹公學校擔任「訓導」，其父親亦在該校以「雇員」名義受聘教授漢文:28。任職三年後（1912年10月:65），張式穀通過檢定考試取得「乙種教諭免許狀」，升任為教諭（當時全臺含該年通過考試的5人在內，只有11名臺籍教諭）:29。

### 庄長與青年會
大正九年（1920年）地方制度改正時，新竹郡的一街七庄中，除新竹街與關西庄首長為日籍之外，其餘六庄庄長均為臺灣人:35。張式穀即是那六名臺籍庄長之一，為香山庄庄長:35。而在新制施行之前，香山地區長期由仕紳陳雲如擔任首長，張式穀對於香山人來說是外來的空降首長:35。張式穀在大正十五年（1926年），因為考量香山欠缺金融機構可以融通，所以倡設香山信用組合與香山漁業組合，辦公室便位在庄役場:36。據《臺灣新民報》之報導，信用組合的運作情形成績不壞:36。然而在張式穀於昭和四年（1929年）辭職後，據《臺灣新民報》之報導（1930年11月22日），庄政內部的黨派之爭表面上看似融洽，其實更為惡化，並連帶影響到信用組合的內部:37。
而在成為香山庄長的同時，張式穀也參與了新竹的青年活動:38。大正九年（1920年）他與數名當地紳商擔任「咸一會」的起案委員，將會址設在新竹區長陳信齋的辦公室:38。次年（1921年）他也在香山庄組織青年活動，是為「香山尚風會」，其宗旨是啟發民眾、達成自治:38。此外張式穀也與章錫樹、曾圭角、蘇培堃、戴良等人成立新竹街青年組織「竹聲會」，該會會長即是張式穀，由新竹街街長擔任顧問:38、39。竹聲會雖與同類型組織一樣受到官方影響，但是竹聲會成員的想法主張不見得與官方的期待未必一致:39。竹聲會成立後，內部曾有營運問題，官方也積極想介入該會活動，但除有一段時間改由李良弼擔任會長外，大多數時間仍由張式穀擔任會長:39。竹聲會後來改名為「新竹青年會」，仍以張式穀為會長:40。和其他的青年組織一樣，新竹青年會也有是否要親近官方的派系之分，雖然張式穀是香山庄庄長，但在政治傾向上被歸為「青年派」（與之相對的是親近官方的「御用紳士」派）:40、41。後來因為派系之爭與臺灣總督府強力規範青年活動的影響下，新竹青年會最後在昭和四年（1929年）解散，而張式穀也未再參與地方青年活動:41、42。

### 實業界與議員
辭去庄長一職之後，張式穀在同一年（1929年）便擔任大東信託株式會社新竹支店長，也加入新竹商工協會，後來更擔任該會的會長:44、45。除此之外，他也曾擔任過新竹商工販賣利用組合的準備委員:45。
昭和八年（1933年），張式穀辭去大東信託新竹支店長一職，改任大同運輸合資會社代表社員:46。昭和九年（1934年），在新竹市役所推動下，新竹市原有的三個實業團體合併成「新竹商工會議所」，當時日人（內地人）會員有100名，臺人（本島人）有150名，而張式穀與清水源次郎一同擔任副會頭一職:46。但可能因為臺日雙方的商工團體的利益衝突等因素，次年（1935年）該組織就改組成「新竹商工會」，內部成員比例也改為日人較高，但張式穀仍擔任副會長:46。昭和十三年（1938年）再次籌設新的新竹商工會議所，成員比例改為臺人較高，張式穀依然擔任副會長:46。另外張式穀在昭和九年（1934年）取得酒類經銷商的專賣利權，直到六年後才失去此利權:55、57。
除了在新竹商工業界發展之外，張式穀也在協議會裡取得一席之地:48。新竹街在昭和五年（1930年）升格為新竹市時，街協議會也改成市協議會，要重新派任協議會員:48。《臺灣新民報》在此時舉辦了模擬議員選舉，而張式穀在這場模擬選舉中被選為州會議員榜首:48。而後在昭和七年（1932年），張式穀被任命為新竹市協議會員:50。後來在昭和十二年（1937年），他成為官選新竹州會議員:51。在擔任市協議會員期間，張式穀曾關心過商工獎勵費與教育方面的議題，多次提出學費停收以減輕民眾負擔的要求:51、52。
昭和十五年（1940年），張式穀州會議員任期屆滿未連任，大同運輸會社也結束營運並失去酒類經銷商的專賣利權，而後曾出任皇民奉公會的幹部:46。

### 戰後
二次大戰後，張式穀在新竹市接管委員會命令下於民國卅四年（1945年）擔任第三區區長，次年（1946年）成為新竹市第一屆參議會的議長。二二八事件時，曾列為「新竹市二二八事變處理委員會」主任委員，後來因而被官方認為是新竹地區「暴亂」之主謀，被訊問拘捕，之後並以「內亂」 案由移送高檢處，但後來被友人保出:69。民國四十年（1951年），張式穀當選為第一屆新竹縣議會議長，同時也經營金融業務，曾出任新竹市建築信用合作社主席、新竹市信用合作社理事長 、新竹市商會理事長等職:69。後於民國六十六年（1977年）逝世。